# Rio Grande del Norte National Monument

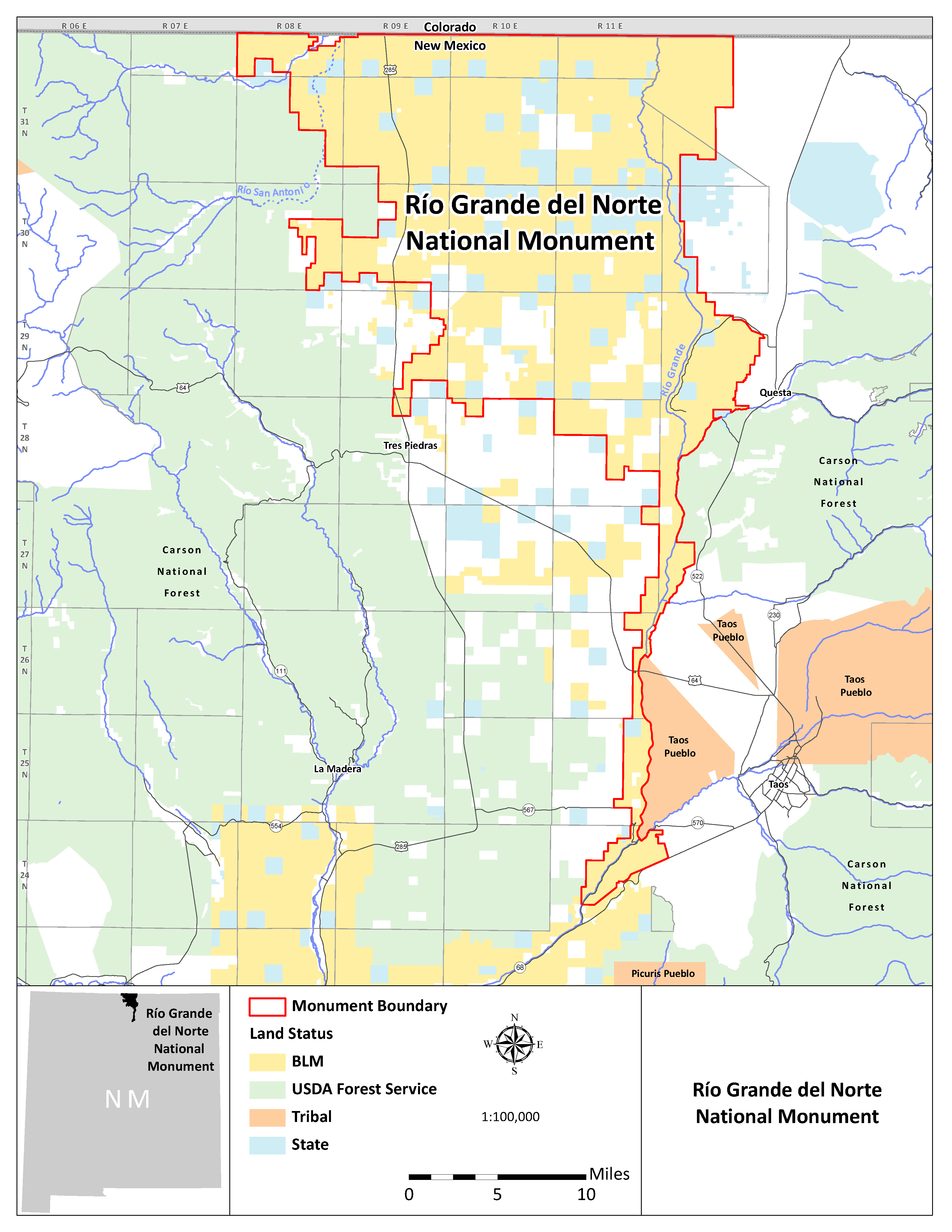
Gebietskarte

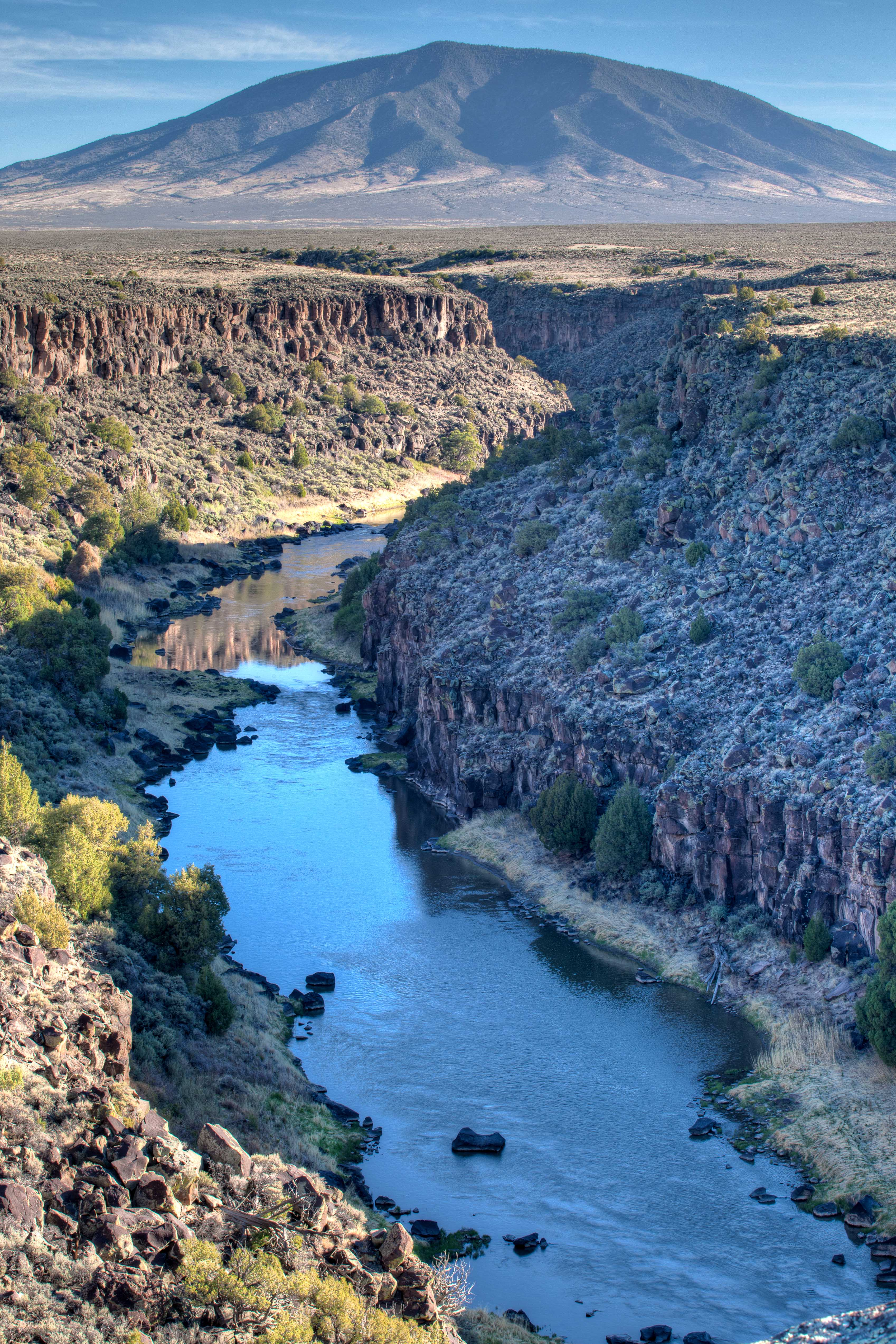
Rio Grande Gorge und Ute Mountain

Das Rio Grande del Norte National Monument ist ein US-amerikanisches National Monument im Rio Grande Gorge mit Rio Grande im Taos County im Norden von New Mexico. Die Nordgrenze des Schutzgebietes ist gleichzeitig aus die Grenze zu Colorado. Es wurde durch Präsident Barack Obama durch eine Presidential Proclamation am 25. März 2013 mit einer Flächengröße von 242.555 Acres (98.159 ha) ausgewiesen. Das National Monument wurde wegen des Vorhandenseins gefährdeter Tier- und Pflanzenarten und wichtiger historischer Fundstellen ausgewiesen.

## Verwaltung und Flächenbesitz des National Monuments
Das Rio Grande del Norte National Monument steht unter der Verwaltung des Bureau of Land Management (BLM). Die gesamten Flächen befinden sich im Bundesbesitz und wurde bereits vor der Ausweisung vom BLM betreut.
Privatgrundstücke innerhalb der Grenzen des National Monumentes sind nicht Teil des Schutzgebietes. Diese Privatgrundstücke können nur Teil des National Monuments werden, sofern sie freiwillig von den Vereinigten Staaten erworben werden können. Erwirbt der Bund Privatgrundstücke innerhalb des National Monument, so werden diese Grundstücke Teil des Schutzgebietes. Die Ausweisung des National Monuments hat keinen Einfluss auf die Rechte von Eigentümern von Grundstücken, welche sich nicht im Eigentum der USA befinden im oder an den Grenzen des Schutzgebietes.
Die Schutzausweisung berührt nicht bestehende Bewilligungen für die Beweidung mit Vieh innerhalb des Gebietes und diese darf weiterhin fortgeführt werden. Auch die Nutzung von Wasserrechten im Schutzgebiet wird im Schutzgebiet nicht eingeschränkt.
Im Schutzgebiet ist Wandern, Angeln, Rafting, Jagen, Camping, Vogelbeobachten, Klettern, Mountainbiken, Reiten und weitere Freizeitnutzungen erlaubt.
Außer für Notfall- oder genehmigte Verwaltungszwecke ist die Benutzung von Kraftfahrzeugen im Schutzgebiet nur auf ausgewiesenen Straßen und Wegen gestattet.
Durch das National Monument führen zahlreiche Straßen darunter Highways. Dazu gehört der U.S. Highway 285. Der U.S. Highway 64 überquert den Fluss über die 200 m hohe Rio Grande Gorge Bridge. Auch der State Highway New Mexico Highway 570 und der Wild Rivers Backcountry Byway verlaufen im Gebiet.

## Tier- und Pflanzenarten
Zahlreichen Vogel-, Säugetier-, Eidechsen-, Fledermaus-, Insekten- und Schlangenarten sind im Gebiet zu finden. Unter den Säugetierarten im Gebiet befinden sich Dickhornschaf, Gabelbock, Maultierhirsch, Wapiti, Gunnisons Präriehund, Rotfuchs,  Kojote, Nordamerikanisches Katzenfrett, Rotluchs, Puma und Schwarzbär. Der bereits ausgerottete Nordamerikanischer Fischotter wurde widerangesiedelt. Das Schutzgebiet bietet einen wichtigen Wanderkorridor für Tierarten zwischen den beiden dortigen Gebirgszügen.
Der Río Grande del Norte ist Teil des Central Migratory Flyway, einem wichtigen Zugvogelkorridor für Vögel wie Kanadagans, Kanadakranich, Reiherarten, Kolibris und Amerikanischer Säbelschnäbler. Das Gebiet ist ein wichtiges Überwinterungsgebiet für Vögel. Ganzjährig leben hier Vogelarten wie Truthuhn, Schuppenwachtel, Carolinataube, Bergregenpfeifer und Louisianawürger. Auch der bedrohte  Willow flycatcher (Empidonax traillii) lebt hier. Es kommen zahlreiche Greifvogelarten wie Truthahngeier, Weißkopfseeadler und Steinadler vor.
Neben felsigen Bereichen gibt es große Bereiche mit Salbeisteppe und Grasland. In Hochlagen wächst auch Wald. Es kommt an Felsbereichen der Schucht die Kakteenart Echinocereus triglochidiatus vor.

## Menschen im Gebiet
Die Indianer Amerikas bewohnen dieses Gebiet seit mindestens 7.500 Jahren. In die Felsen und Klippen sind hunderte von Petroglyphen eingemeißelt, die von scheinbar abstrakten Wirbeln und Punkten bis hin zu klaren Darstellungen von Menschen und Tieren reichen. Dichte Ansammlungen von Petroglyphen befinden sich in der Nähe der heißen Quellen, die im tiefen Herzen der Schlucht sprudeln, von denen einige auf die archaische Zeit zurückgehen. Viele archäologische Fundstellen wurden entdeckt. Dies reicht von Resten von Grubenhäusern, Topfscherben, Werkzeugen und Geschossspitzen bis zu großen Keramikgefäßen. Es wurden Spuren der Indianerstämme Jicarilla Apachen und Ute Stämmen gefunden. Auch die Indianer des Taos Pueblo und der Picuris Pueblos nutzten das Gebiet. Neuere Artefakte und Bilder kennzeichnen den Weg der Siedler und hispanischen Entdecker ab dem frühen 18. Jahrhundert. Auch verlassene Ranches aus den 1930er Jahren sind zu finden.
Es gibt im Rio Grande del Norte National Monument zwei BLM Visitor Center. Das Wild Rivers Visitor Center liegt im Wild Rivers Recreation Area nahe Questa. Das Rio Grande Gorge Visitor Center liegt im Orilla Verde Recreation Area nahe Pilar.

## Bildergalerie

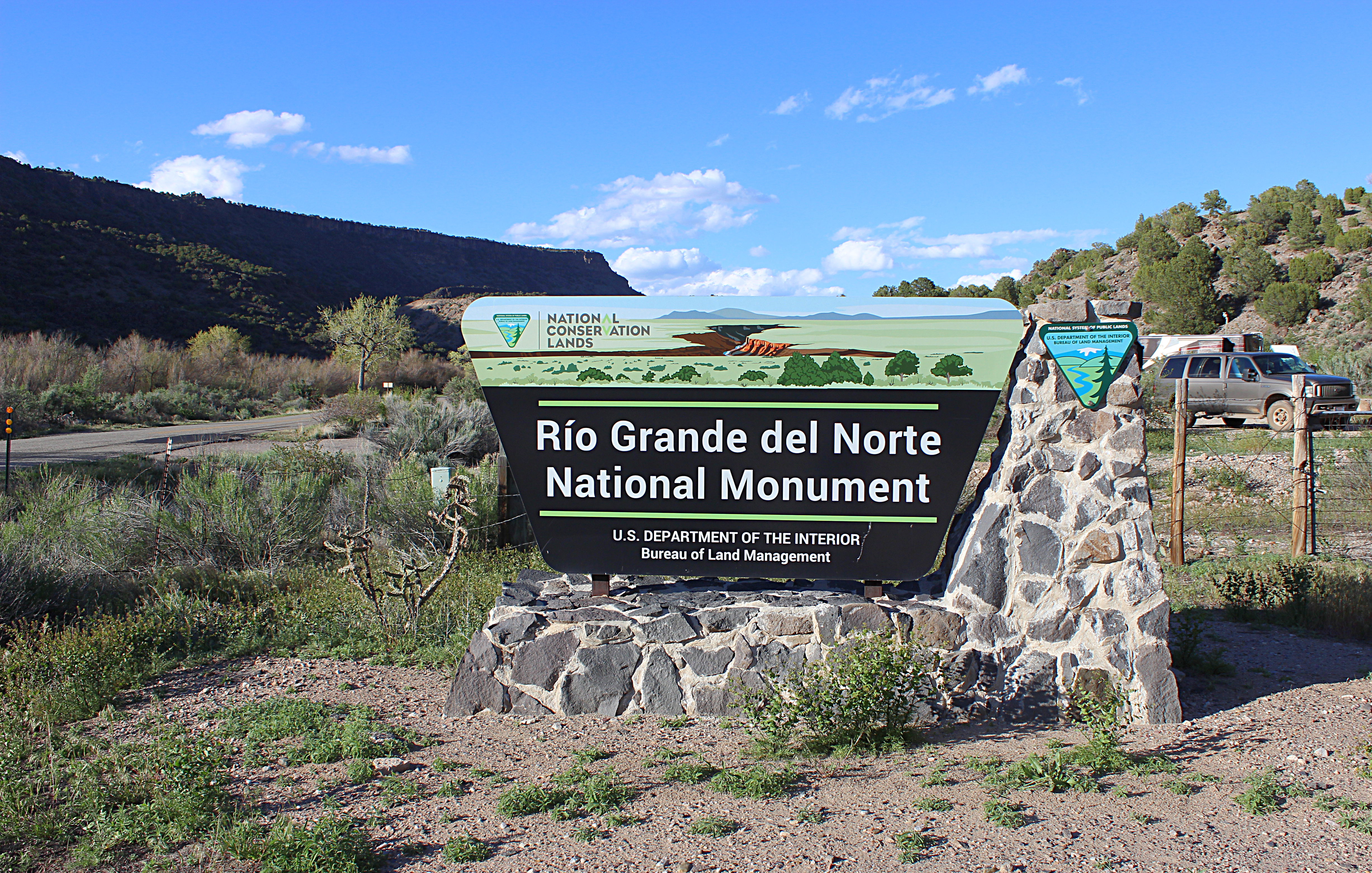
Eingang zum Nationalmonument
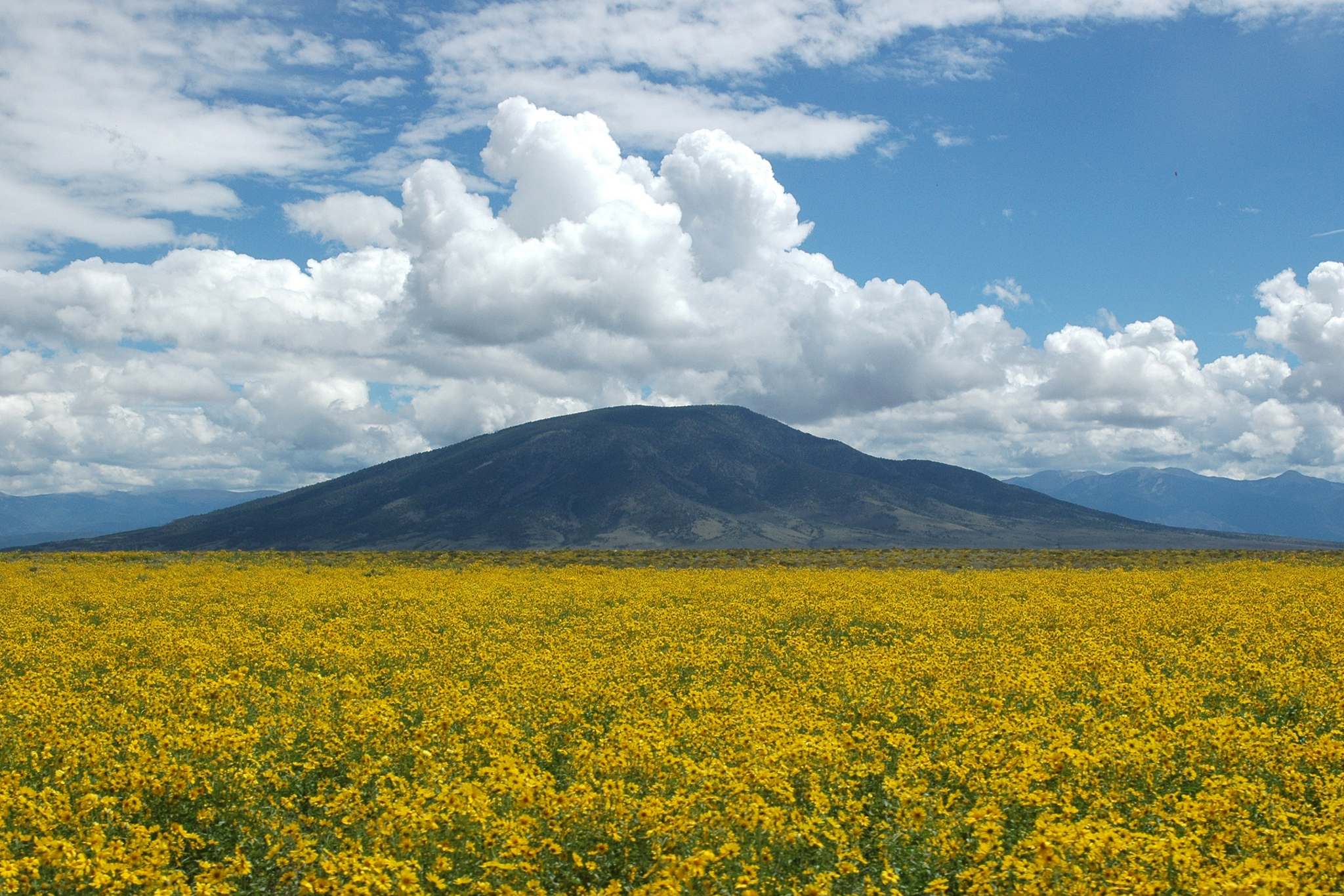
Ute Mountain mit blühenden Blumen
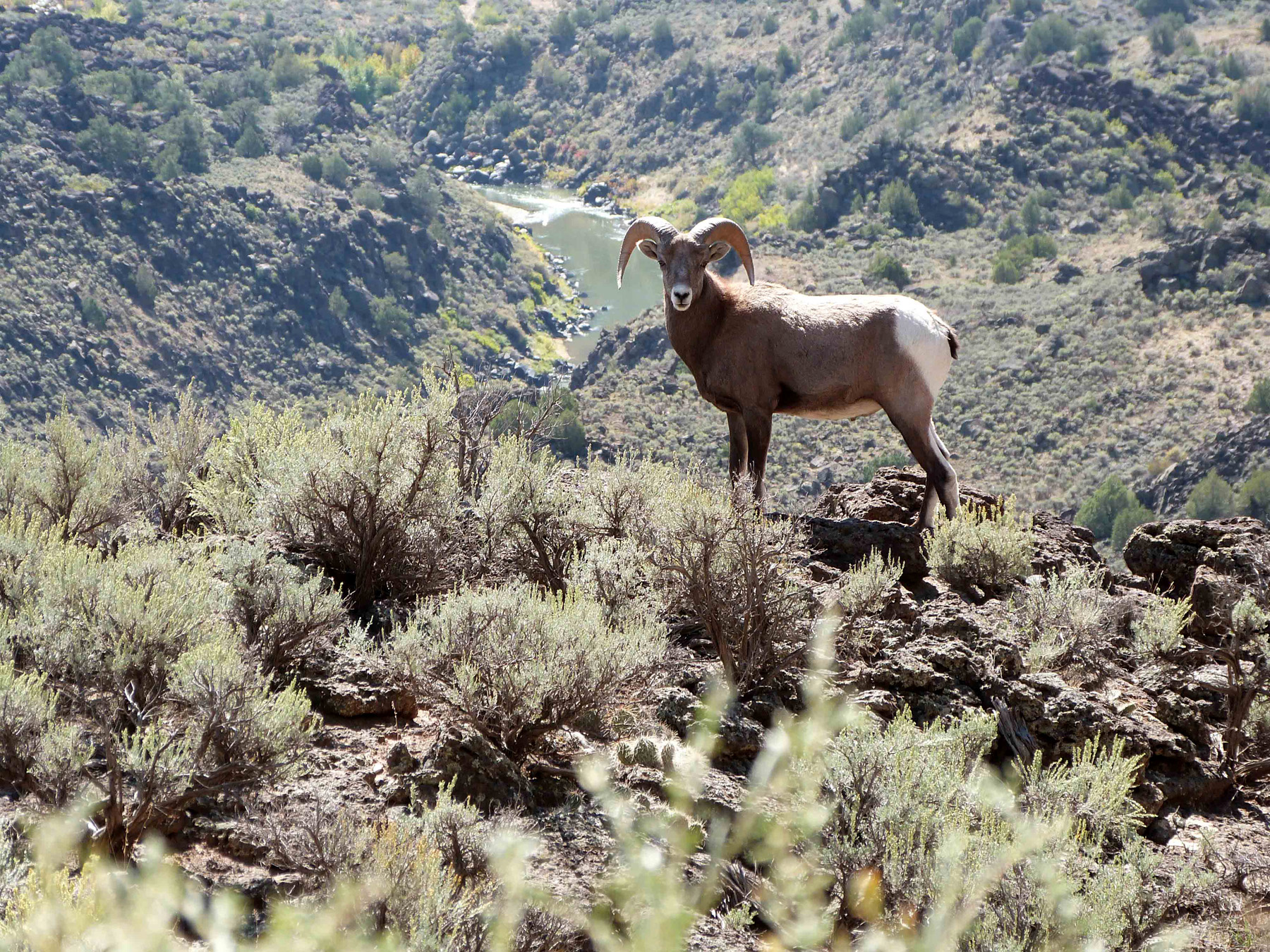
Dickhornschaf
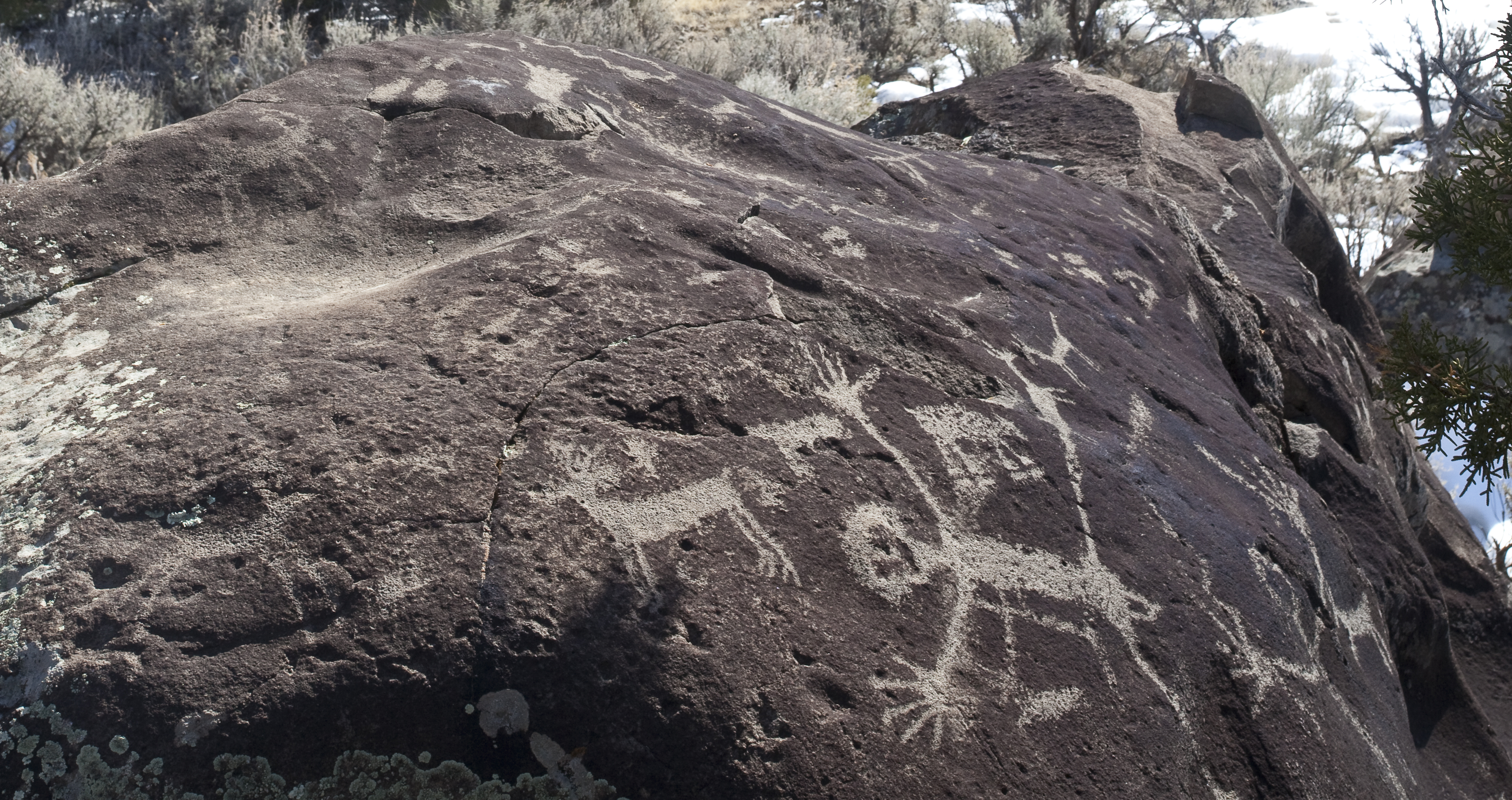
Petroglyphen
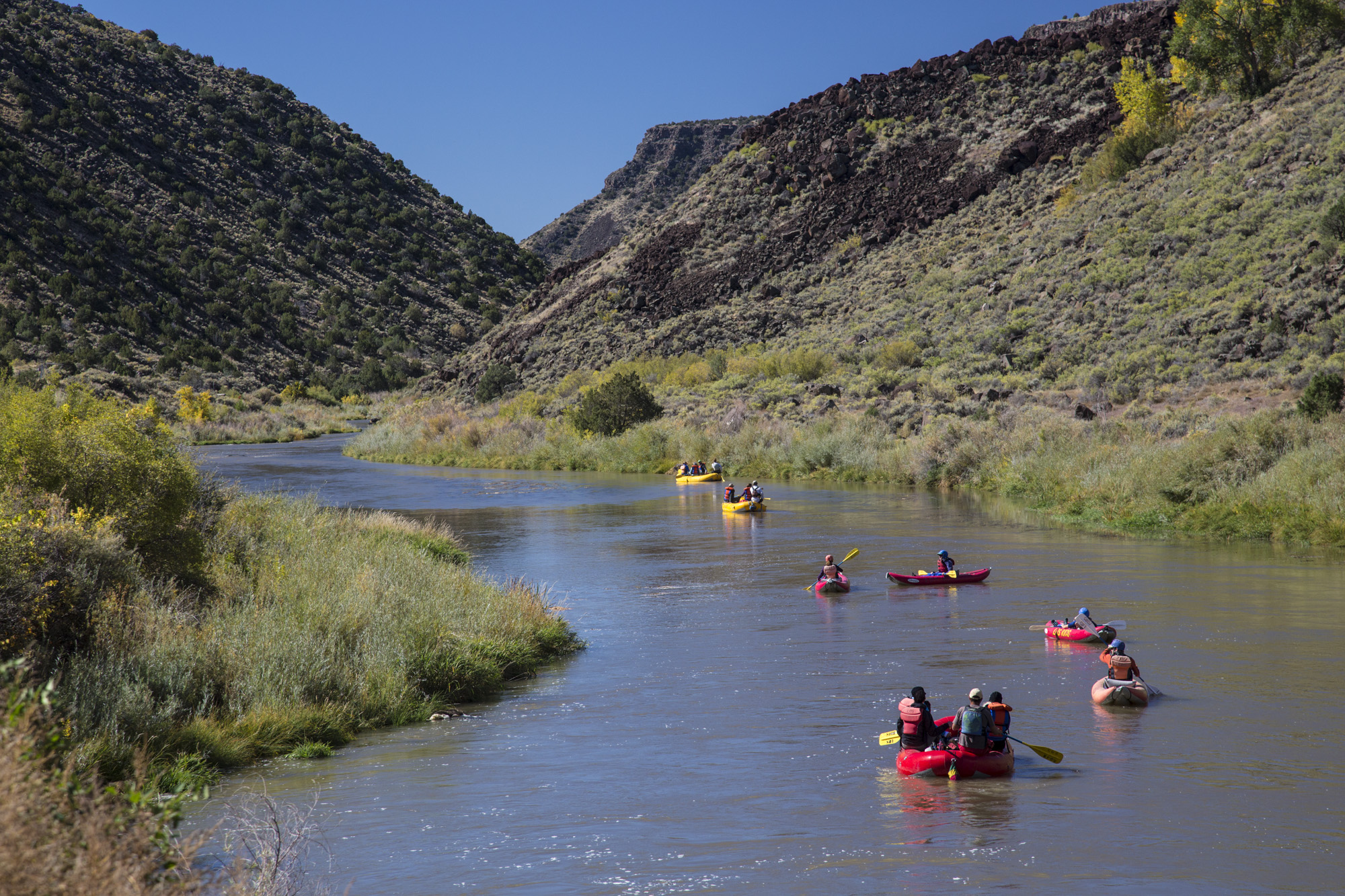
Rafting